# Lista de representantes permanentes da Grécia nas Nações Unidas
Esta é uma lista de representantes permanentes da Grécia, ou outros chefes de missão, junto da Organização das Nações Unidas em Nova Iorque.
A Grécia foi um dos Estados fundadores das Nações Unidas e é membro desde 25 de outubro de 1945.
| Início | Término | Representante permanente (Chefe de missão) | Cargo                    | Credenciais |
| ------ | ------- | ------------------------------------------ | ------------------------ | ----------- |
| 1949   | 1954    | Alexis Kyrou                               | Representante permanente |             |
| 1954   | 1960    | Christian Xanthopoulos Palamas             | Representante permanente |             |
| 1960   | 1961    | Pavlos Oikonomou-Gouras                    | Representante permanente |             |
| 1961   | 1965    | Dimitre S. Bitsios                         | Representante permanente |             |
| 1965   | 1967    | Alexis S. Liatis                           | Representante permanente |             |
| 1967   | 1972    | Dimitre S. Bitsios                         | Representante permanente |             |
| 1972   | 1974    | Constantine Panayotacos                    | Representante permanente |             |
| 1974   | 1975    | Denis Carayannis                           | Representante permanente |             |
| 1975   | 1978    | Georgios Papoulias                         | Representante permanente |             |
| 1978   | 1981    | Nicolas Katapodis                          | Representante permanente |             |
| 1982   | 1987    | Michalis Dountas                           | Representante permanente |             |
| 1987   | 1990    | Constantine Zepos                          | Representante permanente |             |
| 1990   | 1994    | Antonios Exarchos                          | Representante permanente |             |
| 1994   | 1999    | Christos Zacharakis                        | Representante permanente |             |
| 1999   | 2002    | Elias Gounaris                             | Representante permanente | 1999-04-21  |
| 2002   | 2007    | Adamantios Vassilakis                      | Representante permanente | 2002-04-17  |
| 2007   | 2009    | John Mourikis                              | Representante permanente | 2007-06-18  |
| 2009   | 2013    | Anastassis Mitsialis                       | Representante permanente | 2009-07-17  |
| 2013   | 2015    | Michel Spinellis                           | Representante permanente | 2013-05-03  |
| 2015   | atual   | Catherine Boura                            | Representante permanente | 2015-03-10  |